# BMW Z4
BMW Z4 er en i efteråret 2002 introduceret roadsterbilserie fra BMW, som afløste Z3. Fra foråret 2006 fandtes ligeledes en coupéudgave.
Den anden generation med klaptag kom på markedet i foråret 2009.
- BMW E85
(2002–2008)
- BMW E89
(2009−2016)
- BMW G29
(2019−)